# Кубок Греції з футболу 1938—1939
Третій розіграш Кубку Греції 1938—1939 відбувся після шестирічної перерви для реорганізації турніру. Усього брали участь 67 клубів. Фінальний матч зіграли 28 травня 1939 на афінському стадіоні «Апостолос Ніколаїдіс». Столичний клуб АЕК зустрівся зі ПАОК і виграв зі рахунком 2:1.

## Чвертьфінали

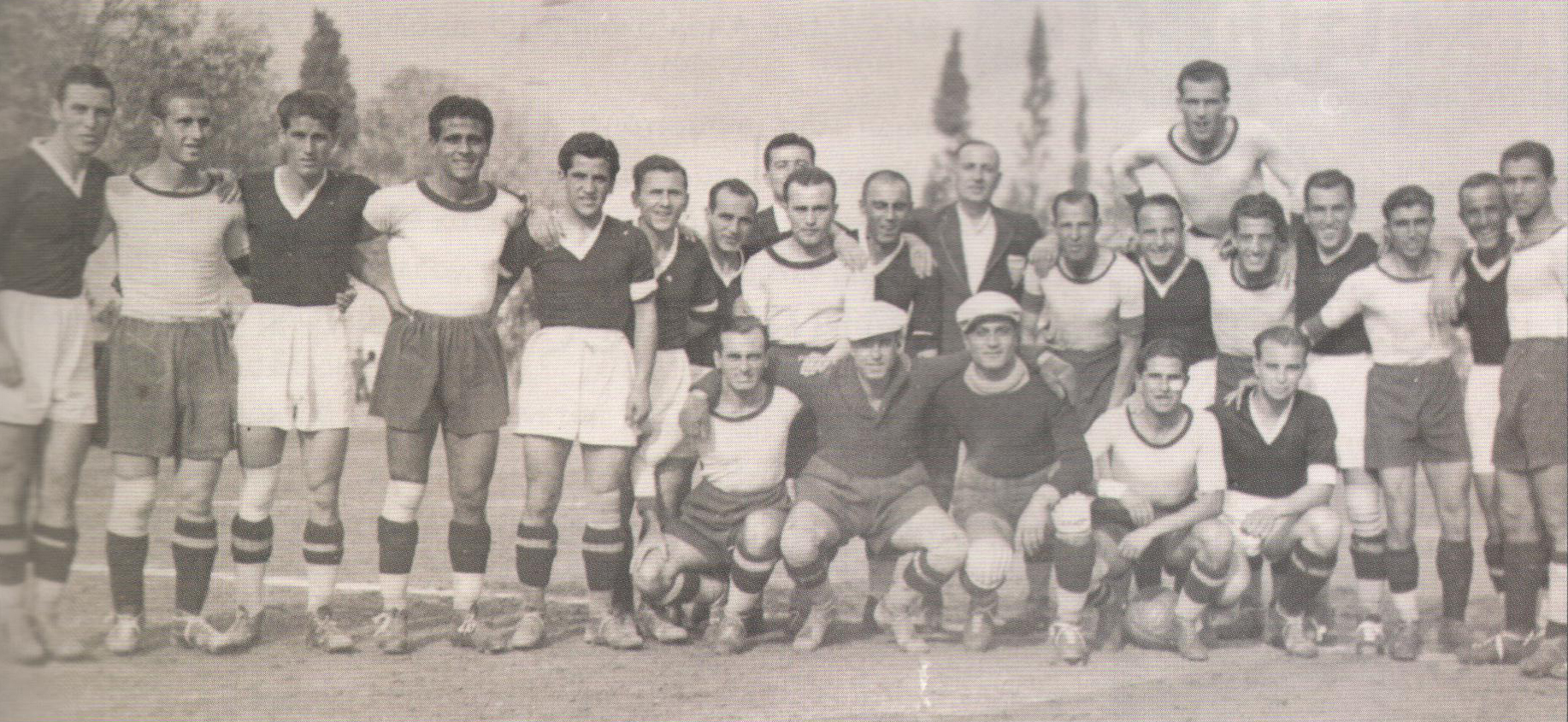
Фіналісти кубку: ПАОК та АЕК (1939)

| Команда 1       | Рахунок  | Команда 2    |
| --------------- | -------- | ------------ |
| ПАОК            | 3-2      | Іракліс      |
| Олімпіакос      | 2-0 (дч) | Панатінаїкос |
| Етнікос         | 2-0      | Аріс         |
| Аполлон Смірніс | 1-3      | АЕК          |

## Півфінали
| Команда 1  | Рахунок | Команда 2 |
| ---------- | ------- | --------- |
| ПАОК       | 4-0     | Етнікос   |
| Олімпіакос | 1-2 1   | АЕК       |

1 Цей матч був припинений на 40 хвилині.

## Фінал
| 28.05.1939 |

| АЕК                             | 2:1 | ПАОК          |
| ------------------------------- | --- | ------------- |
| Chatzistavridis 43' Manetas 73' |     | Ioannidis 31' |

| Апостолос Ніколаїдіс, Афіни Арбітр: Stavros Chatzopoulos |